# Sualocin
Sualocin (α Delphini / α Del / 9 Delphini / HD 196867) es la segunda estrella más brillante en la constelación de Delphinus, después de Rotanev (β Delphini), con magnitud aparente +3,77. El nombre de Sualocin tiene un curioso origen. Apareció por primera vez en el catálogo de estrellas de Palermo de 1814, constituyendo un misterio para todos. Posteriormente, el astrónomo Thomas Webb descubrió que el término se debe al ayudante del astrónomo Giuseppe Piazzi, Niccolo Cacciatore, quien invirtió la versión latinizada de su nombre Nicolaus, convirtiéndolo en Sualocin.
Sualocin es un sistema binario a 243 años luz del sistema solar. La componente principal tiene tipo espectral B9, siendo una estrella de la secuencia principal o una subgigante que acaba de empezar a evolucionar. Con una temperatura superficial de 11.000 K, su luminosidad es 175 veces mayor que la del Sol. Como la mayor parte de las estrellas de tipo B, muestra una alta velocidad de rotación —160 km/s—, 70 veces mayor que la solar.
A menos de 1 segundo de arco se encuentra la componente secundaria del sistema, una estrella blanca de la secuencia principal, cuyo brillo es una décima parte del de su compañera. Orbita alrededor de la estrella principal cada 17 años, con una separación media de 12 UA.
El sistema tiene una masa total de 5,8 masas solares, la mayor parte de la masa contenida en la componente principal —por encima de tres masas solares—.
La edad aproximada del sistema es de 140 millones de años.